# Część składowa rzeczy
Część składowa rzeczy – część rzeczy złożonej, a więc takiej rzeczy, która składa się z kilku rzeczy pojedynczych, połączonych ze sobą w ten sposób, że wskutek tego powstaje w świecie zewnętrznym nowa rzecz (np. dom). Z chwilą powstania rzeczy złożonej stosunki prawne dotyczące pojedynczych rzeczy pozostają w zawieszeniu i mogą być zrealizowane dopiero wówczas, kiedy rzecz pojedyncza zostanie odłączona od rzeczy złożonej, wygasają albo pozostają w mocy.
Częścią składową mogą być rzeczy i prawa. We współczesnym prawie polskim częściami składowymi mogą być tylko prawa związane z własnością nieruchomości (art. 50 KC). Kodeks cywilny stanowi, że częścią składową rzeczy jest wszystko, co nie może być od niej odłączone bez uszkodzenia lub istotnej zmiany całości albo bez uszkodzenia lub istotnej zmiany przedmiotu odłączonego (art. 47 § 2 KC). Jednakże przedmioty połączone z rzeczą tylko dla przemijającego użytku nie stanowią jej części składowych (art. 47 § 3 KC).
Wskutek połączenia rzeczy (accessio) jedna rzecz samoistna przez połączenie z drugą rzeczą samoistną staje się częścią składową tej ostatniej jako rzeczy nadrzędnej. Możliwe są następujące wypadki połączenia jednej rzeczy z drugą:
- połączenie ruchomości z nieruchomością - przykładowo w razie zasadzenia na cudzym gruncie własnej rośliny (plantatio) lub zasiania go własnym ziarnem (satio) bądź też postawienia na cudzym gruncie budynku z własnego materiału lub odwrotnie (inaedificatio),
- połączenia nieruchomości z nieruchomością - przykładowo w przypadku przymulisk (alluvio), czyli powolnego przyrostu ziemi do brzegu, jak również oderwisk (avulsio), czyli rzucenia części ziemi przez wodę z miejsca wyżej położonego na miejsce niżej położone i zrośnięcia się z tym miejscem,
- połączenia ruchomości z ruchomością - przykładowo w razie trwałego połączenia tego samego rodzaju metali, które w związku z tym przedstawiają rzecz jednolitą, np. w razie doprawienia ramienia do posągu (ferruminatio) albo połączenia pewnej rzeczy z rzeczą główną w taki sposób, że odłączenie ich od siebie jest możliwe i na zewnątrz widoczne, np. wprawienie perły w pierścień (plumbatio)[4].

Jeśli zatem właściciel gruntu buduje na swym gruncie dom z cudzego materiału, staje się właścicielem domu na tym gruncie zbudowanego, w myśl zasady: superficies solo cedit. Własność gruntu rozciąga się odtąd na dom. Zgodnie z polskim kodeksem cywilnym własność nieruchomości rozciąga się na rzecz ruchomą, która została połączona z nieruchomością w taki sposób, że stała się jej częścią składową (art. 191 KC), przy czym z zastrzeżeniem wyjątków w ustawie przewidzianych, do części składowych gruntu należą w szczególności budynki i inne urządzenia trwale z gruntem związane, jak również drzewa i inne rośliny od chwili zasadzenia lub zasiania (art. 48 KC). Do przewidzianych w 48 KC wyjątków należą m.in.:
- budynki trwale z gruntem związane lub części takich budynków, jeżeli na mocy przepisów szczególnych stanowią odrębny od gruntu przedmiot własności (art. 46 § 1 KC). Warto zauważyć, że w razie wyodrębnienia własności lokalu właścicielowi lokalu przysługuje udział w nieruchomości wspólnej jako prawo związane z własnością lokalu[6], a więc – zgodnie z art. 50 KC – część składowa nieruchomości lokalowej,
- nasadzenia, urządzenia i obiekty znajdujące się na działce w rodzinnym ogrodzie działkowym, wykonane lub nabyte ze środków finansowych działkowca, stanowią jego własność[7],
- urządzenia służące do doprowadzania lub odprowadzania płynów, pary, gazu, energii elektrycznej oraz inne urządzenia podobne nie należą do części składowych nieruchomości, jeżeli wchodzą w skład przedsiębiorstwa (art. 49 § 1 KC).